# Международно-правовой статус Сахарской Арабской Демократической Республики
Западная Сахара, ранее Испанская Сахара, является спорной территорией между Королевством Марокко и Сахарской Арабской Демократической Республикой. Её правовым статусом, по мнению ООН, является недеколонизованная территория (включена в список ООН несамоуправляющихся территорий). ООН не признаёт чьего-либо суверенитета над Западной Сахарой (ни САДР, ни Марокко). В таком статусе Западную Сахару признают 117 из 194 общепризнанных государств мира. При этом некоторые из них (например, США, Франция и другие) рассматривают её как марокканскую колонию. Другие (например, Россия, Германия и другие), напротив, не считают, что после отказа Испании от Испанской Сахары у Марокко появились какие-либо права на данную территорию. Отличаются и мнения стран касательно возможных вариантов решения конфликта: от создания независимого государства до полной интеграции в Королевство Марокко. Такие неопределённости привели к тому, что большинство государств вынуждены самостоятельно выбирать: заключать ли договоры с марокканскими властями, либо с ПОЛИСАРИО по таким важным вопросам как марокканская экономическая зона в открытом море (например, договор с ЕС признаёт распространение этой зоны и на побережье Западной Сахары, хотя ни одно государство-член ЕС не признаёт суверенитет Марокко над ней) или разработка нефтяных месторождений в Западной Сахаре и на её континентальном шельфе (лицензии на разведку и разработку месторождений раздают и Марокко, и Сахарская Арабская Демократическая Республика).
Остальные страны либо признают независимость самопровозглашённой Сахарской Республики (60), некоторые отменили или отозвали признание САДР (24), некоторые считают западные территории Западной Сахары частью Марокко (17).
После подписания Мадридских соглашений в 1975—1976 году на части территорий была установлена марокканская администрация (так называемых Южных провинций), другие были переданы Мавритании. В 1979 году Мавритания отказалась от территориальных претензий и вывела войска, тем самым предоставив часть территорий властям ПОЛИСАРИО (так называемая Свободная Зона). В сентябре 1991 года вступило в действие соглашение о прекращения огня (было подписано под контролем ООН).
Для решения вопроса о суверенитете, ООН пытается провести референдум под контролем Миссии ООН по проведению референдума в Западной Сахаре (МООНРЗС), и провести прямые переговоры между Королевством Марокко и Фронтом ПОЛИСАРИО.

## Позиции сторон

### Королевство Марокко
Официальной позицией Королевства Марокко с начала 1963 года является то, что вся Западная Сахара является неотъемлемой частью Королевства. Марокканское правительство относится к Западной Сахаре только как к «Сахарской провинции», или «Южной провинции». Западная Сахара является исторической родиной одной из самых успешных арабских правящих династий — Альморавидов. В 1958 году Марокканская армия освобождения воевала против испанской армии и почти освободила тогдашнюю испанскую Сахару. Отцы многих из лидеров ПОЛИСАРИО являлись ветеранами марокканской Южной армии, например, отец Мухаммеда Абдельазиза, лидера ПОЛИСАРИО. Фронт ПОЛИСАРИО, по мнению Марокко, является марокканским сепаратистским движением, ссылаясь на марокканское происхождение большинства его членов-основателей, и им самопровозглашённую САДР, как марионеточное государство, используемое Алжиром в борьбе с Марокко (в так называемой опосредованной войне).

### Фронт ПОЛИСАРИО
Фронт ПОЛИСАРИО является национально-освободительным движением, которое выступает против марокканской оккупации Западной Сахары. История ПОЛИСАРИО началась с движения недовольных студентов, которые считали, что нужно прекратить расширяющееся марокканское и испанское влияние на страну.
Первоначальная цель ПОЛИСАРИО — конец испанского господства в регионе, была достигнута, но их соседи (Марокко и Мавритания) вторглись на территорию после ухода испанцев. ПОЛИСАРИО в данный момент фактически выступает в роли партизанской армии, борющейся с оккупационной армией. Многие жители Западной Сахары вынужденно стали беженцами (в основном лагеря в окрестностях Тиндуфа), в связи с бомбардировками королевскими марокканскими ВВС лагерей беженцев на сахарских землях напалмом и белым фосфором. Фронт ПОЛИСАРИО призывает к праву на самоопределение народа Западной Сахары, которые будут определены путём референдума. Хотя САДР не признана в качестве государства — члена ООН, ПОЛИСАРИО считается непосредственным участником конфликта, а также законным представителем сахарского народа, признанным Организацией Объединённых Наций с 1979 года.
Фронт ПОЛИСАРИО утверждает, что позиция Марокко связана с экономическими интересами (рыбная ловля, горная промышленность фосфатов, и возможная добыча нефти) и политическими причинами (непоколебимость позиций короля и Махзена (марокканской элиты) и положение марокканской армии).
Фронт ПОЛИСАРИО провозгласил Сахарскую Арабскую Демократическую Республику в Бир-Лелу (Западная Сахара) 27 февраля 1976 года.

### Мавритания
После подписания Мадридских соглашений и вывода последних испанских сил, в конце 1975 силы мавританской армии вторглись в южную часть Западной Сахары, в то время как марокканские силы сделали то же самое с севера.
Претензии к Западной Сахаре начались с 1960 года, со стороны Моктара ульд Дадда, первого президента Мавритании. В апреле 1976 года Мавритания и Марокко разделили страну на три части, Мавритания получила южные территории и переименовала их в Тирис-эль-Гарбия.
Мавритания четыре года вела войну против партизан ПОЛИСАРИО, которые провели атаку на Нуакшот, напали на железные рудники в Зуэрате, попытались свергнуть президента Мавритании. Мавритания окончательно отказалась от каких-либо территориальных претензий на Западную Сахару в 1979 году, признав право на самоопределение народа Западной Сахары (подписав соглашение в Аргеле).
Марокканская армия немедленно заняла бывшие мавританские территории. Мавритания признала Сахарскую Арабскую Демократическую Республику 27 февраля 1984 года.

### Алжир
Алжир оказывает дипломатическую поддержку независимости Западной Сахары с 1975 года, которая напоминает ему его национально-освободительную войну против Франции.
В 1976 году Алжир непосредственно принял участие в конфликте, но после военного противостояния на Амгале против марокканской армии, роль Алжира стала лишь косвенной, через политическую и военную поддержку фронта ПОЛИСАРИО.
Марокко утверждает, что позиция Алжира связана с алжиро-марокканским пограничным конфликтом 1963 года (иногда называемым Песчаной Войной).
Алжир признал Сахарскую Арабскую Демократическую Республику 6 марта 1976 года.

### Организация Объединенных Наций
Западная Сахара была первой, включенной по марокканскому запросу, в список ООН территорий по деколонизации в 1965 году, когда она была ещё испанской колонией. Она сохранила этот статус с тех пор из-за продолжающегося конфликта. ООН принимает участие с 1988 года, чтобы найти решение конфликта путём самоопределения. В 1988 году Королевство Марокко и Фронт ПОЛИСАРИО согласились урегулировать спор посредством референдума под эгидой ООН, который позволил бы народу Западной Сахары сделать выбор между независимостью или интеграцией с Марокко. В 1991 году было подписано соглашение о прекращении огня, длительность которого зависела от референдума, проводимого в следующем году.
Из-за споров об условиях предоставления права голоса голосование до сих пор не было проведено, и Марокко ясно дало понять в 2000 году, что отныне оно не будет рассматривать любой вариант, ведущий к независимости территории, и вместо этого в настоящее время предлагает план автономии в составе Марокко.
В последнее время ООН выступает за переговоры между Марокко и Фронтом ПОЛИСАРИО по преодолению тупика, итогом которых стали переговоры в Манхессете.
Хотя Марокко утверждает, что никакого признания не требуется, марокканский суверенитет над территорией Западной Сахары поддерживался Лигой арабских государств и некоторыми другими государствами. На сентябрь 2012 года ни одно государство — член ООН не признало суверенитета Марокко над всей Западной Сахарой.

## Позиции по Западной Сахаре и САДР суверенных государств и международных организаций

### Позиции суверенных государств

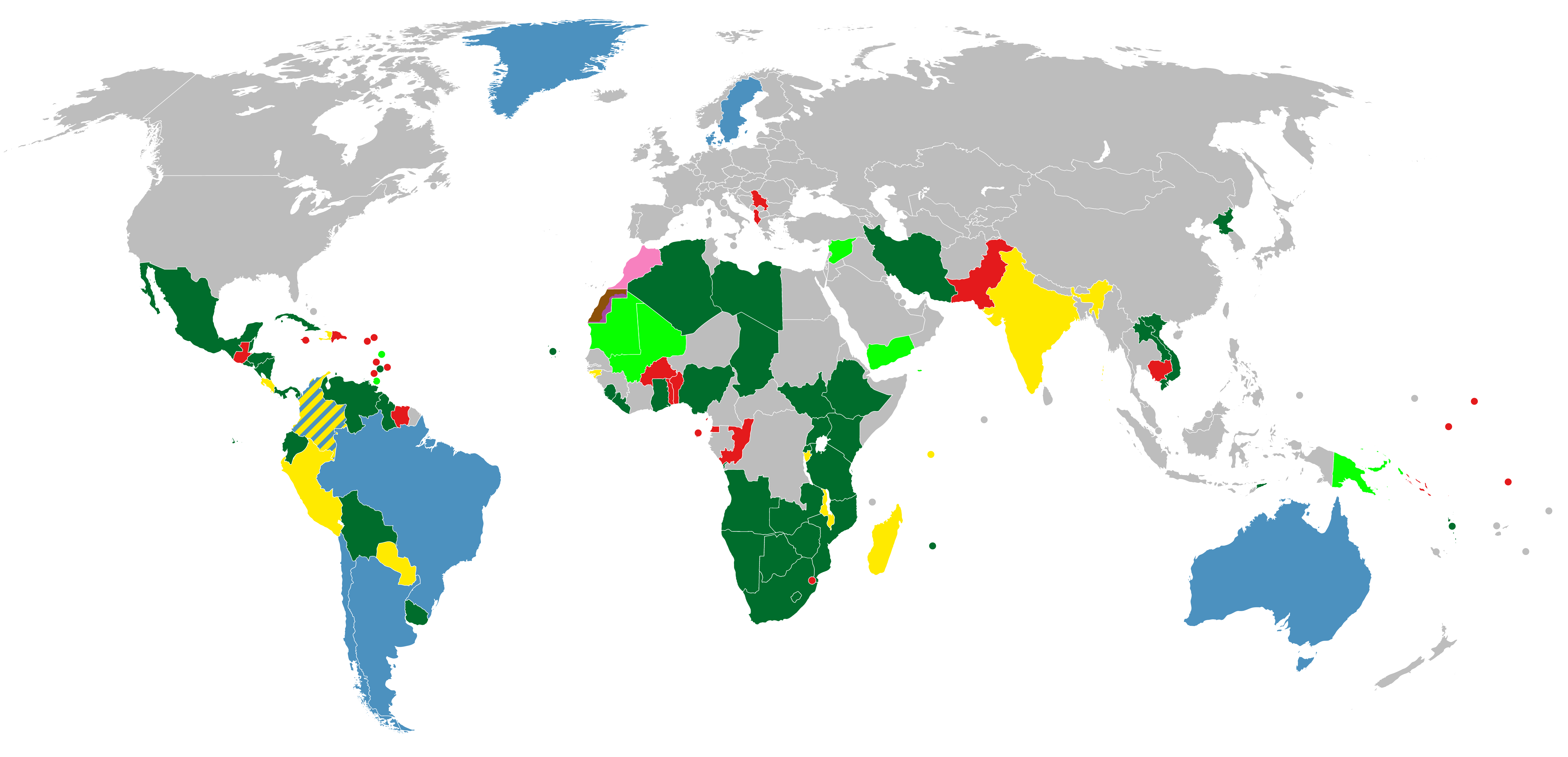
Международно-правовое признание САДР:
Марокко
территория Западной Сахары, контролируемая Марокко
территория, контролируемая правительвом САДР
государства, признающие САДР и имеющие с ней дипотношения
государства, признающие САДР, но не имеющие с ней дипотношений
государства, заморозившие отношения с САДР
государства, отменившие или отозвавшие своё признание САДР
государства, чьи парламенты проголосовали за признание САДР

Государства мира придерживаются относительно САДР следующих позиций:
- 84 признали независимость САДР, из них:
  - 49 признают независимость САДР и имеют с ней отношения;
    - 42 из них имеют дипломатические отношения;

  - 11 имеют «приостановленные» или «замороженные» дипломатические отношения с САДР;
  - 24 ранее признавали САДР, но позже отказались от признания;
  - 2 ныне не существующих государства признавали независимость САДР;
- 1 не признаёт фронт ПОЛИСАРИО в качестве законного представителя сахарского народа;
- 44 не признают САДР, но поддерживают гарантированное в рамках ООН право народа бывшей колонии Западная Сахара на самоопределение;
- 21 поддерживают план по созданию автономии на территории Западной Сахары в составе Марокко;
- 17 признают территориальные претензии Марокко в Западной Сахаре или так называемые Южные территории Марокко в Западной Сахаре.

### Международно-правовое признание Сахарской Арабской Демократической Республики
27 февраля 1976 года Фронт Полисарио, ведущий партизанскую войну против марокканских войск при поддержке Алжира, провозгласил Западную Сахару независимым государством под названием Сахарская Арабская Демократическая Республика
В настоящее время независимость Сахарской Республики признают 60 государств-членов ООН, а также Южная Осетия. 11 из них в настоящее время «заморозили» дипломатические отношения. Ниже приводится перечень государств, которые признают Сахарскую Арабскую Демократическую Республику. Подавляющее большинство признаний состоялось во время холодной войны. С 1990-х годов и после подписания в 1991 году соглашения о прекращении огня, многие государства приостановили или заморозили отношения с САДР, некоторые — заявив, что они в ожидании результатов референдума по вопросу о самоопределении.
Отдельным цветом отмечены признавшие независимость САДР государства, не установившие с ней дипломатические отношения, заморозившие или приостановившие дипломатические отношения, впоследствии отозвавшие признание.
| №  | Государство                         | 0Дата признания0 | Примечания |
| -- | ----------------------------------- | ---------------- | --- |
|    | Мадагаскар                          | 28 февраля 1976  | Мадагаскар первым признал независимость САДР; «заморозил» отношения с 4 июля 2005, после установления отношений с Марокко. |
|    | Бурунди                             | 1 марта 1976     | 5 мая 2006 года «заморозило» отношения, восстановило отношения 16 июня 2008 года, отказалась от признания 25 октября 2010 года |
| 1  | Алжир                               | 6 марта 1976     | |
| 2  | Ангола                              | 11 марта 1976    | |
|    | Бенин                               | 11 марта 1976    | 21 марта 1997 отказался от признания. |
| 3  | Мозамбик                            | 13 марта 1976    | |
|    | Гвинея-Бисау                        | 15 марта 1976    | 20 марта 1997 года «заморозила» отношения, восстановила отношения и открыла посольство 26 мая 2009 года, разорвала отношения 30 марта 2010 года |
| 4  | КНДР                                | 16 марта 1976    | |
|    | Того                                | 17 марта 1976    | 18 июня 1997 отказалось от признания. |
| 5  | Руанда                              | 1 апреля 1976    | |
| 6  | Йемен                               | 2 февраля 1977   | 22 мая 1990 года перешло признание от НДРЙ. 2 июля 1999 года в прессе появилась информация о поддержке Йеменом территориальной целостности Марокко и Южной провинции, но до сих пор так и не появилась информация об отказе признания независимости САДР или замораживании отношений с САДР.                                     |
|    | Сейшельские Острова                 | 25 октября 1977  | 17 марта 2008 года отказались от признания независимости |
|    | Республика Конго                    | 3 июня 1978      | 13 сентября 1996 отказалось от признания. |
|    | Сан-Томе и Принсипи                 | 22 июня 1978     | 23 октября 1996 отказалось от признания независимости. |
| 7  | Панама                              | 23 июня 1978     | 20 ноября 2013 года «приостановила» отношения, восстановила отношения 7 января 2016 года. |
|    | Экваториальная Гвинея               | 3 ноября 1978    | 2 мая 1980 отказалась от признания. |
| 8  | Танзания                            | 9 ноября 1978    | |
| 9  | Эфиопия                             | 24 февраля 1979  | |
| 10 | Вьетнам                             | 2 марта 1979     | |
|    | Камбоджа                            | 10 апреля 1979   | 28 июня 2006 отказалась от признания. |
| 11 | Лаос                                | 7 мая 1979       | |
|    | Афганистан                          | 23 мая 1979      | 12 июля 2002 отказался от признания. |
| 12 | Кабо-Верде                          | 4 июня 1979      | 27 июля 2007 года «заморозило» отношения, восстановило 6 февраля 2012 года. |
|    | Гренада                             | 20 августа 1979  | 16 августа 2010 отказалась от признания. |
| 13 | Гана                                | 24 августа 1979  | |
| 14 | Гайана                              | 1 сентября 1979  | [ note1 2 ] |
| 15 | Доминика                            | 1 сентября 1979  | |
|    | Сент-Люсия                          | 1 сентября 1979  | 21 марта 1989 отказалась от признания, восстановило в 2000-х годах и 16 августа 2010 года отказалось от признания независимости |
| 16 | Никарагуа                           | 6 сентября 1979  | 21 июля 2000 года «заморозила» отношения, восстановила отношения 12 января 2007 года. |
|    | Ямайка                              | 6 сентября 1979  | 14 сентября 2016 отозвало признание. |
| 17 | Уганда                              | 6 сентября 1979  | |
| 18 | Мексика                             | 8 сентября 1979  | |
| 19 | Лесото                              | 9 октября 1979   | |
| 20 | Замбия                              | 12 октября 1979  | 29 марта 2011 года отказалась от признания , восстановила отношения 21 ноября 2012 года, 10 июля 2016 года перед парламентскими выборами глава МИД Замбии заявил об отказе от признания САДР, но 26 февраля 2017 года отношения были восстановлены.                                                                              |
| 21 | Куба                                | 20 января 1980   | |
| 22 | Иран                                | 27 февраля 1980  | |
| 23 | Сьерра-Леоне                        | 27 марта 1980    | В 2002 году «заморозило» отношения, восстановило отношения в 2003 году; 16 июля 2003 года «заморозило» отношения , восстановило отношения 20 июня 2011 года. |
| 24 | Ливия                               | 15 апреля 1980   | |
| 25 | Сирия                               | 15 апреля 1980   | |
|    | Эсватини                            | 28 апреля 1980   | На момент признания — Свазиленд. 4 августа 1997 Свазиленд приостановил признание независимости. |
| 26 | Ботсвана                            | 14 мая 1980      | |
| 27 | Зимбабве                            | 3 июля 1980      | |
| 28 | Мали                                | 4 июля 1980      | |
| 29 | Чад                                 | 4 июля 1980      | 9 мая 1997 года отказался от признания независимости, восстановил отношения 3 мая 2000 года, отказался от признания 18 марта 2006 года, восстановил отношения 17 июля 2007 года |
|    | Коста-Рика                          | 30 октября 1980  | 22 апреля 2000 «заморозила» отношения. |
| 30 | Вануату                             | 27 ноября 1980   | 24 ноября 2000 года отказалось от признания , восстановило отношения 9 августа 2008 года. |
|    | Кирибати                            | 12 августа 1981  | 15 сентября 2000 отказалось от признания. |
|    | Науру                               | 12 августа 1981  | 15 сентября 2000 отказалось от признания. |
| 31 | Папуа — Новая Гвинея                | 12 августа 1981  | По данным марокканских СМИ Папуа — Новая Гвинея отказалась от признания независимости САДР 2 апреля 2011 года |
|    | Соломоновы Острова                  | 12 августа 1981  | В январе 1989 отказались от признания. |
|    | Тувалу                              | 12 августа 1981  | 15 сентября 2000 отказалось от признания. |
| 32 | Маврикий                            | 1 июля 1982      | 8 января 2014 года «заморозил» отношения, восстановил 23 ноября 2015 года |
| 33 | Венесуэла                           | 3 августа 1982   | |
|    | Суринам                             | 11 августа 1982  | 9 марта 2016 отменил признание САДР до проведения референдума о статусе территории. |
| 34 | Боливия                             | 14 декабря 1982  | |
| 35 | Эквадор                             | 14 ноября 1983   | 19 июня 2004 года отказался от признания, восстановил 8 февраля 2006 года |
| 36 | Мавритания                          | 27 февраля 1984  | Мавритания вместе с Марокко участвовала в разделе и аннексии Западной Сахары; 14 августа 1979 года отказалась от территориальных претензий на Западную Сахару и вывела оттуда свои войска. |
|    | Буркина-Фасо                        | 4 марта 1984     | На момент признания — Верхняя Вольта. 5 июня 1996 отказалось от признания. |
|    | Перу                                | 16 августа 1984  | 9 сентября 1996 «заморозило» отношения |
| 37 | Нигерия                             | 11 ноября 1984   | |
|    | Сербия и Черногория · (ныне Сербия) | 28 ноября 1984   | На момент признания — СФРЮ. 28 октября 2004 Сербия и Черногория отказалась от признания. |
|    | Колумбия                            | 27 февраля 1985  | 20 декабря 2000 «заморозила» отношения. |
| 38 | Либерия                             | 31 июля 1985     | 5 сентября 1997 года отказалась от признания независимости, восстановила отношения 30 октября 2012 (или ранее)[уточнить] |
|    | Индия                               | 1 октября 1985   | 26 июня 2000 отказалась от признания независимости, закрыв посольство САДР в Дели. |
|    | Гватемала                           | 10 апреля 1986   | По данным марокканских СМИ Гватемала «заморозила» отношения с САДР в апреле 1998 года; и 30 июля 2002 года отказалась от каких-либо отношений и признания независимости САДР |
|    | Доминиканская Республика            | 24 июня 1986     | 23 мая 2002 отказалась от признания. |
| 39 | Тринидад и Тобаго                   | 1 ноября 1986    | |
| 40 | Белиз                               | 18 ноября 1986   | |
|    | Сент-Китс и Невис                   | 25 февраля 1987  | 16 августа 2010 отказалась от признания. |
|    | Антигуа и Барбуда                   | 27 февраля 1987  | 16 августа 2010 отказалась от признания. |
|    | Албания                             | 29 декабря 1987  | 9 ноября 2004 отказалась от признания. |
|    | Барбадос                            | 27 февраля 1988  | 12 февраля 2013 отказался от признания. |
| 41 | Сальвадор                           | 31 июля 1989     | В апреле 1997 года отказался от признания , восстановил отношения 6 июня 2009 года |
| 42 | Гондурас                            | 11 ноября 1989   | В январе 2000 года «заморозил» отношения, но отменил своё решение 17 января 2000 года. |
| 43 | Намибия                             | 11 июня 1990     | |
|    | Малави                              | 16 ноября 1994   | 8 июня 2001 года отказалась от признания независимости, установило отношения 24 марта 2002 года, отозвало признания 27 декабря 2002 года, восстановила отношения 1 февраля 2008 года, отказалась от признания независимости 16 сентября 2008 года, восстановила отношения 6 марта 2014 года, разорвало отношения 5 мая 2017 года |
|    | Парагвай                            | 9 февраля 2000   | 25 июля 2000 года «заморозил» отношения, восстановил отношения 11 августа 2008 года, «заморозил» отношения 3 января 2014 года |
| 44 | Сент-Винсент и Гренадины            | 14 февраля 2002  | |
| 45 | Восточный Тимор                     | 20 мая 2002      | [ note1 5 ] |
| 46 | Южно-Африканская Республика         | 15 сентября 2004 | |
| 47 | Кения                               | 25 июня 2005     | 20 июля 2006 года «заморозила» отношения (закрыв посольство), восстановила отношения в декабре 2013 года. |
| 48 | Уругвай                             | 26 декабря 2005  | |
|    | Гаити                               | 22 ноября 2006   | 2 октября 2013 разорвала отношения. |
| 49 | Южный Судан                         | 9 июля 2011      | |

Примечания к таблице
1. ↑  22 мая 1990 года произошло объединение ЙАР и НДРЙ в Йемен. По подписанному договору об объединении Йемена все международные обязательства перешли от обоих государств к Йеменской республике.
2. ↑  28 сентября 2012 года установили дипломатические отношения с Гайаной[22]
3. ↑  Вскоре после отказа со стороны Замбии от признания независимости САДР в замбийской прессе появилась информация о получении взятки министром иностранных дел Замбии Кабинга Панде на политическую кампанию Движения за многопартийную демократию[34][36]
4. ↑  Признание к Сербии от Югославии произошло по продолжательству Сербией от Сербии и Черногории, которая считала себя правопреемницей СФРЮ и была признана таковой со стороны России и Китая.
5. ↑  САДР — первое государство, признавшее независимость Восточного Тимора, и одно из первых, установивших с ним отношения

### Частично признанные государства, признавшие Сахарскую Республику
| № | Государство  | 0Дата признания | Примечание |
| - | ------------ | --------------- | --- |
| 1 | Южная Осетия | 27 февраля 2011 | Во время встречи представителей РЮО и САДР на конференции в Алжире по вопросу о статусе Западной Сахары, представитель от правительства Южной Осетии осудил Марокко за использование силы в подавлении претензий САДР и ПОЛИСАРИО на независимость. САДР и Южная Осетия не имеют дипломатических отношений, взаимно признали «де факто» независимость друг друга 29 сентября 2010 |

### Заморозили или приостановили дипломатические отношения с САДР
Отношения с САДР подвергаются непрерывным изменениям, в зависимости от различных факторов и дипломатической деятельности Марокко, Алжира, Франции, Испании и ПОЛИСАРИО.
После признания независимости Западной Сахары, некоторые государства приостановили или «заморозили» свои дипломатические отношения, как указали некоторые «в ожидании результатов референдума по самоопределению» или по другим причинам. Например, правительство Сейшельских островов отозвало своё дипломатическое признание САДР 17 марта 2008 года.
Ниже приводится перечень данных государства, которые, с одной стороны, официально признали Западную Сахару в качестве суверенного государства, но по различным причинам (в основном, экономическим или политическим отношениям с Марокко) отношения с САДР были либо приостановлены, заморожены или разорваны.
| №  | Государство         | 0Дата признания0 | Период приостановления отношений0                                                                         | Прим.        |
| -- | ------------------- | ---------------- | --- | ------------ |
| 1  | Бурунди             | 1 марта 1976     | с 25 октября 2010                                                                                         | [ note2 1 ]  |
| 2  | Гаити               | 22 ноября 2006   | с 2 октября 2013                                                                                          | [ note2 2 ]  |
| 3  | Гвинея-Бисау        | 15 марта 1976    | с 30 марта 2010                                                                                           | [ note2 3 ]  |
| 4  | Индия               | 1 октября 1985   | с 26 июня 2000                                                                                            | [ note2 4 ]  |
| 5  | Колумбия            | 27 февраля 1985  | с 20 декабря 2000                                                                                         | [ note2 5 ]  |
| 6  | Коста-Рика          | 30 октября 1980  | с 22 апреля 2000                                                                                          | [ note2 6 ]  |
| 7  | Мадагаскар          | 28 февраля 1976  | с 4 июля 2005                                                                                             | [ note2 7 ]  |
| 8  | Малави              | 16 ноября 1994   | 8 июня 2001 — 24 марта 2002 27 декабря 2002 — 1 февраля 2008 16 сентября 2008 — 6 марта 2014 с 5 мая 2017 | [ note2 8 ]  |
| 9  | Парагвай            | 9 февраля 2000   | 25 июля 2000 — 11 августа 2008 с 3 января 2014                                                            | [ note2 9 ]  |
| 10 | Перу                | 16 августа 1984  | с 9 сентября 1996                                                                                         | [ note2 10 ] |
| 11 | Сейшельские Острова | 25 октября 1977  | с 17 марта 2008                                                                                           | [ note2 11 ] |

### Отказались от признания независимости САДР
Ниже приведены государства, в разные годы заявлявшие об отмене или отзыве признания САДР (чаще всего под давлением Марокко)
| №  | Государство                         | 0Дата признания0 | Дата прекращения отношений0   | Прим.        |
| -- | ----------------------------------- | ---------------- | ----------------------------- | ------------ |
| 1  | Албания                             | 29 декабря 1987  | 9 ноября 2004                 | [ note3 1 ]  |
| 2  | Антигуа и Барбуда                   | 27 февраля 1987  | 16 августа 2010               | [ note3 2 ]  |
| 3  | Афганистан                          | 23 мая 1979      | 12 июля 2002                  | [ note3 3 ]  |
| 4  | Барбадос                            | 27 февраля 1988  | 12 февраля 2013               | [ note3 4 ]  |
| 5  | Бенин                               | 11 марта 1976    | 21 марта 1997                 | [ note3 5 ]  |
| 6  | Буркина-Фасо                        | 4 марта 1984     | 5 июня 1996                   | [ note3 6 ]  |
| 7  | Гватемала                           | 10 апреля 1986   | 30 июля 2002                  | [ note3 7 ]  |
| 8  | Гренада                             | 20 августа 1979  | 16 августа 2010               | [ note3 8 ]  |
| 9  | Доминиканская Республика            | 24 июня 1986     | 23 мая 2002                   | [ note3 9 ]  |
| 10 | Камбоджа                            | 10 апреля 1979   | 28 июня 2006                  | [ note3 10 ] |
| 11 | Кирибати                            | 12 августа 1981  | 15 сентября 2000              | [ note3 11 ] |
| 12 | Республика Конго                    | 3 июня 1978      | 13 сентября 1996              | [ note3 12 ] |
| 13 | Науру                               | 12 августа 1981  | 15 сентября 2000              | [ note3 13 ] |
| 14 | Сан-Томе и Принсипи                 | 22 июня 1978     | 23 октября 1996               | [ note3 14 ] |
| 15 | Эсватини                            | 28 апреля 1980   | 4 августа 1997                | [ note3 15 ] |
| 16 | Сент-Китс и Невис                   | 25 февраля 1987  | 16 августа 2010               | [ note3 16 ] |
| 17 | Сент-Люсия                          | 1 сентября 1979  | 21 марта 1989 16 августа 2010 | [ note3 17 ] |
| 18 | Сербия и Черногория · (ныне Сербия) | 28 ноября 1984   | 28 октября 2004               | [ note3 19 ] |
| 19 | Соломоновы Острова                  | 12 августа 1981  | январь 1989                   | [ note3 20 ] |
| 20 | Суринам                             | 11 августа 1982  | 9 марта 2016                  | [ note3 21 ] |
| 21 | Того                                | 17 марта 1976    | 18 июня 1997                  | [ note3 22 ] |
| 22 | Тувалу                              | 12 августа 1981  | 15 сентября 2000              | [ note3 23 ] |
| 23 | Экваториальная Гвинея               | 3 ноября 1978    | 2 мая 1980                    | [ note3 24 ] |
| 24 | Ямайка                              | 6 сентября 1979  | 14 сентября 2016              | [ note3 25 ] |

Примечания к таблице:
1. ↑  Албания отказалась от признания независимости 9 ноября 2004 года
2. ↑  Антигуа и Барбуда отказалась от признания независимости 16 августа 2010 года[26]
3. ↑  Афганистан отказался от признания независимости 12 июля 2002 года
4. ↑  Барбадос отказался от признания независимости[110][111]
5. ↑  Бенин отказался от признания независимости 21 марта 1997 года
6. ↑  Буркина-Фасо отказалось от признания независимости 5 июня 1996 года
7. ↑  По данным марокканских СМИ Гватемала «заморозила» отношения с САДР в апреле 1998 года[источник не указан 4847 дней]; и 30 июля 2002 года отказалась от каких-либо отношений и признания независимости САДР[112]
8. ↑  Гренада отказалась от признания независимости 16 августа 2010 года[26]
9. ↑  Доминиканская Республика отказалась от признания независимости[113]
10. ↑  Камбоджа отказалась от признания независимости 28 июня 2006 года[114][115]
11. ↑  Кирибати отказалось от признания независимости 15 сентября 2000 года
12. ↑  Республика Конго отказалось от признания независимости 13 сентября 1996 года
13. ↑  Науру отказалась от признания независимости 15 сентября 2000 года
14. ↑  Сан-Томе и Принсипи отказалось от признания независимости 23 октября 1996 года
15. ↑  Свазиленд приостановил признание независимости
16. ↑  Сент-Китс и Невис отказалась от признания независимости 16 августа 2010 года[26]
17. ↑  Сент-Люсия отказалась от признания независимости 21 марта 1989 года, восстановило в 2000-х годах и отказалось от признания независимости 16 августа 2010 года[26]
18. ↑  Признание к Сербии от Югославии произошло по продолжательству Сербией от Сербии и Черногории, которая считала себя правопреемницей СФРЮ и была признана таковой со стороны России и Китая.
19. ↑  Сербия и Черногория отказалась от признания независимости 28 октября 2004 года[116]
20. ↑  Соломоновы Острова отказались от признания независимости в январе 1989 года
21. ↑   9 марта 2016 года Суринам отменил признание САДР до проведения референдума о статусе территории[117]
22. ↑  Того отказалось от признания независимости 18 июня 1997 года
23. ↑  Тувалу отказалось от признания независимости 15 сентября 2000 года
24. ↑  Экваториальная Гвинея отказалась от признания независимости 2 мая 1980 года
25. ↑  Отозвало признания независимости 14 сентября 2016 года

### Ныне несуществующие государства, признававшие независимость
Ряд ныне несуществующих государств в своё время также признавали независимость САДР.
| № | Государство | 0Дата признания0 |
| - | ----------- | ---------------- |
| 1 | Югославия   | 28 ноября 1984   |
| 2 | Южный Йемен | 2 февраля 1977   |

### Государства, чьи парламенты проголосовали за признание САДР
Парламенты нескольких государств, которые не признают Сахарскую Республику, призвали их соответствующие правительства признать САДР.
В следующем списке указывается, какие парламенты проголосовали за признание САДР:
| № | Государство | 0Дата реакции0                                                          | Палата парламента0           | Дополнительные сведения |
| - | ----------- | ----------------------------------------------------------------------- | ---------------------------- | --- |
| 1 | Австралия   | 29 ноября 2004                                                          | Сенат                        | Сенат обратился к правительству Австралии с предложением признать независимость САДР, но в итоге этого не произошло. |
| 2 | Бразилия    | 31 мая 2007 26 октября 2011 3 сентября 2014                             | Бразильская палата депутатов | Бразильская палата депутатов неоднократно обращалась к правительству Бразилии по вопросу признания Сахарской Арабской Демократической Республики в качестве суверенного государства и установления с ней дипломатических отношений                                                                                      |
| 3 | Колумбия    | май 2014                                                                | Сенат Колумбии               | Сенат Колумбии призывал признать независимость САДР, но в итоге этого не произошло |
| 4 | Чили        | 1 сентября 1999 14 июля 2009 октябрь 2007 4 августа 2010 1 августа 2014 | Конгресс Чили                | Конгресс Чили призывал признать независимость САДР, но в итоге этого не произошло |
| 5 | Швеция      | 5 декабря 2012                                                          | Риксдаг                      | парламент Швеции выступил с предложением к правительству признать независимость САДР |
| 6 | Аргентина   | 1988                                                                    |                              | В 1988 году правительство Рауля Альфонсина взяло на себя обязательство признать независимость Сахарской Республики, но этого не произошло. В июле 2010 Аргентинская палата депутатов зарегистрировала проект декларации, призывающей правительство Аргентины признать САДР и установить с ней дипломатические отношения |
| 7 | Дания       | январь 2014                                                             | Фолькетинг                   | В датском парламенте был представлен законопроект, согласно которому Дания признает САДР, но голосование по нему не проводили |

### Государства, поддерживающие право народа Западной Сахары на самоопределение

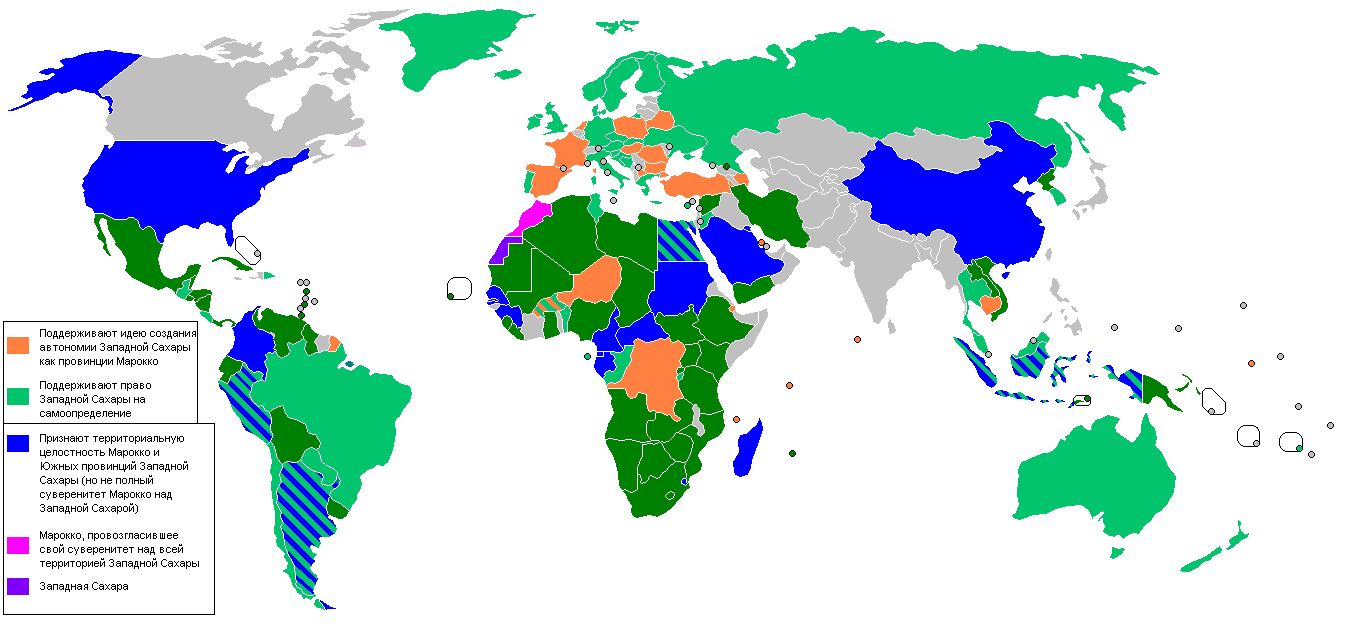
Международно-правовой статус САДР: Розовым — Марокко; фиолетовым — Западная Сахара; тёмно-зелёным — признающие САДР государства; салатовый — государства поддерживающие самоопределение Сахарского народа; оранжевым — государства, поддерживающие идею автономии Западной Сахары в составе Марокко; темно-синим — государства, признающие территориальную целостность Марокко и так называемой Южной Провинции Марокко в Западной Сахаре

Некоторые государства, хотя и не признают САДР по различным причинам, выразили явную поддержку права на самоопределение сахарского народа.
Некоторые государства, которые не признают Сахарской Республики (ни как государство, ни как правительства в изгнании), однако, признают Фронт ПОЛИСАРИО в качестве законного представителя народа Западной Сахары. (В данный список не включены государства, признающие Сахарскую Республику)
| №   | Государство              | Дата поддержки0 | Прим.                           |
| --- | ------------------------ | --------------- | ------------------------------- |
| 1.  | Австралия                |                 | [ 137 ]                         |
| 2.  | Австрия                  |                 | [ 138 ]                         |
| 3.  | Аргентина                |                 | [ 139 ]                         |
| 4.  | Бенин                    |                 | [ 140 ]                         |
| 5.  | Босния и Герцеговина     |                 | [ 141 ]                         |
| 6.  | Бразилия                 |                 | [ 142 ]                         |
| 7.  | Буркина-Фасо             |                 | [ 143 ]                         |
| 8.  | Бурунди                  |                 | [ 144 ]                         |
| 9.  | Великобритания           |                 | [ 145 ] [ 146 ] [ 147 ]         |
| 10. | Гватемала                |                 | [ 148 ]                         |
| 11. | Германия                 |                 | [ 149 ]                         |
| 12. | Греция                   |                 | [ 150 ]                         |
| 13. | Дания                    |                 | [ 151 ] [ 152 ] [ 153 ] [ 150 ] |
| 14. | Доминиканская Республика |                 | [ 154 ]                         |
| 15. | Египет                   |                 | [ 155 ]                         |
| 16. | Индонезия                |                 | [ 156 ] [ 157 ] [ 158 ] [ 159 ] |
| 17. | Иордания                 |                 | [ 160 ]                         |
| 18. | Ирландия                 |                 | [ 161 ] [ 162 ]                 |
| 19. | Исландия                 |                 | [ 163 ]                         |
| 20. | Италия                   |                 | [ 164 ] [ 165 ]                 |
| 21. | Кения                    |                 | [ 166 ]                         |
| 22. | Кипр                     |                 | [ 167 ]                         |
| 23. | Республика Конго         |                 | [ 168 ] [ 169 ]                 |
| 24. | Республика Корея         |                 | [ 150 ]                         |
| 25. | Коста-Рика               |                 | [ 170 ] [ 171 ]                 |
| 26. | Малайзия                 |                 | [ 142 ]                         |
| 27. | Мьянма                   |                 | [ 142 ]                         |
| 28. | Новая Зеландия           |                 | [ 142 ]                         |
| 29. | Норвегия                 |                 | [ 172 ] [ 173 ]                 |
| 30. | Парагвай                 |                 | [ 174 ]                         |
| 31. | Перу                     |                 | [ 175 ] [ 176 ] [ 177 ]         |
| 32. | Португалия               |                 | [ 142 ] [ 178 ]                 |
| 33. | Россия                   |                 | [ 179 ]                         |
| 34. | Сан-Томе и Принсипи      |                 | [ 180 ]                         |
| 35. | Словакия                 |                 | [ 181 ]                         |
| 36. | Словения                 |                 | [ 142 ]                         |
| 37. | Тунис                    |                 | [ 182 ]                         |
| 38. | Украина                  |                 | [ 183 ]                         |
| 39. | Фиджи                    |                 | [ 154 ]                         |
| 40. | Финляндия                |                 | [ 184 ]                         |
| 41. | Хорватия                 |                 | [ 185 ]                         |
| 42. | Чехия                    |                 | [ 186 ]                         |
| 43. | Чили                     |                 | [ 187 ]                         |
| 44. | Швеция                   |                 | [ 188 ]                         |

### Государства, поддерживающие план по созданию Автономии Западной Сахары в составе Марокко
Ни одно из этих государств не признаëт суверенитета Марокко над Западной Сахарой, хотя многие государства выразили поддержку марокканским претензиям или одобрили Марокканскую инициативу автономии для территории Западной Сахары.
|     | Государство                      | Дата поддержки0 | Прим.   |
| --- | -------------------------------- | --------------- | ------- |
| 1.  | Азербайджан                      |                 | [ 189 ] |
| 2.  | Бахрейн                          |                 | [ 190 ] |
| 3.  | Беларусь                         |                 | [ 191 ] |
| 4.  | Болгария                         |                 | [ 192 ] |
| 5.  | Буркина-Фасо                     |                 | [ 193 ] |
| 6.  | Венгрия                          |                 | [ 194 ] |
| 7.  | Демократическая Республика Конго |                 | [ 195 ] |
| 8.  | Джибути                          |                 | [ 196 ] |
| 9.  | Испания                          | 18 марта 2022   | [ 197 ] |
| 10. | Камбоджа                         |                 | [ 198 ] |
| 11. | Коморы                           |                 | [ 199 ] |
| 12. | Науру                            |                 | [ 200 ] |
| 13. | Северная Македония               |                 | [ 201 ] |
| 14. | Мальдивы                         |                 | [ 202 ] |
| 15. | Нигер                            |                 | [ 203 ] |
| 16. | Нидерланды                       |                 | [ 204 ] |
| 17. | Польша                           |                 | [ 205 ] |
| 18. | Румыния                          |                 | [ 206 ] |
| 19. | Сейшельские Острова              |                 | [ 207 ] |
| 20. | Турция                           |                 | [ 208 ] |
| 21. | Франция                          |                 | [ 209 ] |

### Государства, поддержавшие территориальную целостность Марокко и Южной Провинции
Несколько государств сняли свои признания САДР или разорвали свои отношения с САДР (около 20 стран), в основном из-за давления со стороны Марокко.
Некоторые международные организации, таких как Организация Исламская конференция, признали суверенитет Марокко над его «Южной провинцией».
Некоторые государства-члены ООН выразили явную поддержку территориальной целостности Марокко по отношению к Западной Сахаре как провинции Марокко, другие поддерживают марокканское предложение по созданию автономии для Западной Сахары как единственно возможное.
Марокко и Судан являются единственными странами, которые сделали публичное заявление о признании марокканского суверенитета над регионом, но Судан позже отозвал данное признание, поддержав территориальную целостность Марокко.
10 декабря 2020 года президент США Дональд Трамп подписал декларацию о признании суверенитета Марокко над Западной Сахарой.
| №   |  | Государство                      | 0Дата поддержки0 | Примечания |
| --- |  | -------------------------------- | ---------------- | --- |
| 1.  |  | Аргентина                        | 15 апреля 2003   | |
| 2.  |  | Габон                            | 13 сентября 2000 | |
| 3.  |  | Гамбия                           | 19 февраля 2006  | |
| 4.  |  | Гвинея                           | 21 июля 2005     | |
| 5.  |  | Египет                           | 15 марта 1999    | |
| 6.  |  | Израиль                          | 17 июля 2023     | |
| 7.  |  | Индонезия                        | 25 января 2001   | |
| 8.  |  | Камерун                          | 17 июня 2004     | |
| 9.  |  | Китай                            | 8 ноября 2000    | |
| 10. |  | Колумбия                         | 23 марта 2005    | |
| 11. |  | Кувейт                           | 17 мая 2002      | |
| 12. |  | Мадагаскар                       | 7 апреля 2005    | |
| 13. |  | Перу                             | апрель 2009      | |
| 14. |  | Свазиленд                        | 25 сентября 2009 | |
| 15. |  | Сенегал                          | 29 мая 2000      | |
| 16. |  | США                              | 10 декабря 2020  | |
| 17. |  | Судан                            | 17 февраля 2002  | 27 декабря 2005 года заявил о признании суверенитета Марокко над Западной Сахарой, но позже отозвал своё признание |
| 18. |  | Центральноафриканская Республика | 29 февраля 2000  | |
| 19. |  | Экваториальная Гвинея            | 14 мая 2002      | |

### Дипломатические отношения САДР с другими государствами

Дипломатические отношения САДР:Розовым — Марокко, коричневым и фиолетовым — Западная Сахара; тёмно-зелёным — государства, признающие независимость САДР и имеющие с ней дипломатические отношения; светло-зелёным — государство, только признающие САДР, не имеющие с ней дипломатические отношения; жёлтым — государства, заморозившие отношения с САДР

### Статус Западной Сахары в зависимости от сотрудничества с различными международными организациями
| №  | Организация                              | 0Членство0         | Примечания |
| -- | ---------------------------------------- | ------------------ | --- |
| 1. | Африканский союз (ранее ОАЕ)             | 22 февраля 1982    | САДР является полноценным членом АС |
| 2. | Лига арабских государств                 | Не является членом | ЛАГ признает право сахарского народа на самоопределение |
| 3. | Арабская зона свободной торговли (GAFTA) | Не является членом | Марокко является одним из основателей GAFTA |
| 4. | Союз арабского Магриба                   | Не является членом | |
| 5. | КАРИКОМ                                  | Не является членом | КАРИКОМ поддерживает право народа Западной Сахары на самоопределение, в соответствии с принципами и целями Устава Организации Объединённых Наций |
| 6. | Движение неприсоединения                 | Не является членом | Движение неприсоединения поддерживает право народа Западной Сахары на самоопределение, в соответствии с принципами и целями Устава Организации Объединённых Наций и резолюцией 1514 (XV) от 14 декабря 1960                                                                                             |
| 7. | ОИК                                      | Не является членом | Рассматривается большинством членов как часть Марокко |
| 8. | Организация Объединённых Наций           | Не является членом | ООН не признает марокканских претензий, так как Западная Сахара остается в списке несамоуправляющихся территорий. Совет Безопасности ООН выступает за прямые переговоры между Марокко и Фронтом ПОЛИСАРИО. Он утвердил более 100 резолюций в поддержку права на самоопределение народа Западной Сахары. |

САДР также является членом Азиатско-африканского стратегического партнёрства сформированного в 2005 году на Азиатско-Африканской конференции, несмотря на марокканские возражения против участия САДР.
В 2006 году САДР приняла участие в конференции организации Постоянная конференция политических партий стран Латинской Америки и Карибского бассейна (COPPAL).
В 2010 году посол САДР в Никарагуа принял участие в открытии конференции Центральноамериканского парламента (ПАРЛАСЕН).

#### Африканский союз
22 февраля 1982 САДР вступил в ряды членов Организации африканского единства.
Африканский союз (ранее ОАЕ) предоставил Сахарской Арабской Демократической Республике полное признание и принял её в качестве государства-члена (что привело к выходу Марокко из организации в 1984 году). Мохаммед Абдель Азиз, президент САДР, был вице-президентом ОАЕ в 1985 году, и АС в 2002 году.

#### Европейский Союз
Европейский союз поддерживает право на самоопределение народа Сахары (МООНРЗС под эгидой ООН референдума), но не признаëт Фронт ПОЛИСАРИО. За такие практические вопросы, как рыболовство в ИЭЗ ЕС сделок с Марокко, как страна в настоящее время осуществляет «юрисдикции, но не суверенитет» над территорией Западной Сахары. Кроме того, члены ЕАСТ торгового блока выступили с заявлениями, за исключением Западной Сахары от марокканской ЕАСТ соглашения о свободной торговле.

#### Организации Объединенных Наций
С 1979 года Организация Объединённых Наций признала Фронт ПОЛИСАРИО, как единственного законного представителя народа Западной Сахары.
Бывший Генсек Организации Объединëнных Наций Кофи Аннан подчеркнул, что в своëм последнем докладе по Западной Сахаре, в Совете Безопасности ООН: «Совет Безопасности не может предложить сторонам вести переговоры о Западной Сахаре как автономии под марокканским суверенитетом, так как такая формулировка означала бы признание марокканского суверенитета над Западной Сахарой, об этом не может быть и речи до тех пор, пока ни одно государство-член Организации Объединëнных Наций не признаёт суверенитет Марокко».
«Испания по-прежнему рассматривается как административная власть, но Марокко, однако, де-факто власти управляющая, поскольку она контролирует большую часть территории».